# Stephen Gionta
Stephen Michael Gionta (* 9. Oktober 1983 in Rochester, New York) ist ein ehemaliger US-amerikanischer Eishockeyspieler. Der Flügelstürmer bestritt während seiner aktiven Karriere über 300 Spiele für die New Jersey Devils und die New York Islanders in der National Hockey League, kam jedoch überwiegend in der American Hockey League zum Einsatz.

## Karriere
Stephen Gionta begann seine Karriere als Eishockeyspieler in seiner Heimatstadt bei den Rochester Junior Americans, für die er in der Saison 1999/2000 in der Juniorenliga North American Hockey League aktiv war. Anschließend spielte er zwei Jahre lang für das USA Hockey National Team Development Program in der United States Hockey League sowie der NAHL. Von 2002 bis 2006 besuchte er das Boston College und spielte parallel für dessen Eishockeymannschaft in der National Collegiate Athletic Association. 2003 wurde er in das All-Academic-Team der Hockey East gewählt, 2005 gewann er mit dem Boston College die Meisterschaft der Hockey East. Gegen Ende der Saison 2005/06 gab der Flügelspieler sein Debüt im professionellen Eishockey, als er mit einem Probevertrag ausgestattet in drei Spielen für die Albany River Rats aus der American Hockey League (AHL) fünf Tore und eine Vorlage erzielte.
Von 2006 bis 2010 spielte Gionta für die Lowell Devils in der American Hockey League. Anschließend erhielt er im August 2010 einen Vertrag als Free Agent bei den New Jersey Devils aus der National Hockey League, für die er in der Saison 2010/11 allerdings nur zwölf Spiele bestritt, während er überwiegend für deren neues AHL-Farmteam Albany Devils zum Einsatz kam. Den Großteil der folgenden Spielzeit verbrachte er erneut bei den Albany Devils in der AHL, ehe er kurz vor den Playoffs in den NHL-Kader der New Jersey Devils berufen wurde.
Nach der Saison 2015/16 wurde sein auslaufender Vertrag in New Jersey nicht verlängert, sodass er sich im Oktober 2016 den Bridgeport Sound Tigers aus der AHL anschloss. Zwei Monate später nahm ihn auch der NHL-Kooperationspartner der Tigers, die New York Islanders, für den Rest der Spielzeit unter Vertrag. Im August 2017 wurde sein Vertrag schließlich um ein weiteres Jahr verlängert, bevor er im Sommer 2018 zunächst keinen weiterführenden Kontrakt erhielt. Erst Mitte Oktober erhielt er von den Islanders ein neues Angebot über ein Jahr. Diesen erfüllte er und beendete anschließend seine aktive Karriere, indem er in der Scoutingabteilung der Tampa Bay Lightning angestellt wurde.

### International
Für die USA nahm Gionta an der U18-Junioren-Weltmeisterschaft 2001 teil. Im Turnierverlauf erzielte er in sechs Spielen zwei Tore. Bei der Weltmeisterschaft 2013 in Stockholm und Helsinki gehörte Gionta der Herren-Nationalmannschaft an und gewann mit dieser die Bronzemedaille.

## Erfolge und Auszeichnungen
- 2003 Hockey East All-Academic-Team
- 2005 Lamoriello-Trophy-Gewinn mit dem Boston College
- 2013 Bronzemedaille bei der Weltmeisterschaft

## Karrierestatistik

### International
Vertrat die USA bei:
- U18-Junioren-Weltmeisterschaft 2001
- Weltmeisterschaft 2013

(Legende zur Spielerstatistik: Sp oder GP = absolvierte Spiele; T oder G = erzielte Tore; V oder A = erzielte Assists; Pkt oder Pts = erzielte Scorerpunkte; SM oder PIM = erhaltene Strafminuten; +/− = Plus/Minus-Bilanz; PP = erzielte Überzahltore; SH = erzielte Unterzahltore; GW = erzielte Siegtore; 1 Play-downs/Relegation; Kursiv: Statistik nicht vollständig)